# Shichimi

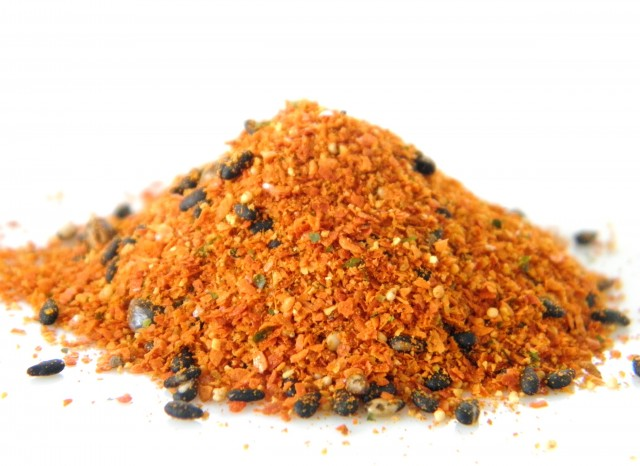
Shichimi

Shichi-mi tōgarashi (七味唐辛子, mistura de sete pimentas) ou ainda nana-iro tōgarashi (七色唐辛子, "sete tipos de pimenta") ou apenas shichimi é uma mistura de especiarias ou condimentos de origem japonesa que contém sete ingredientes.

## Ingredientes
Uma típica mistura pode conter:

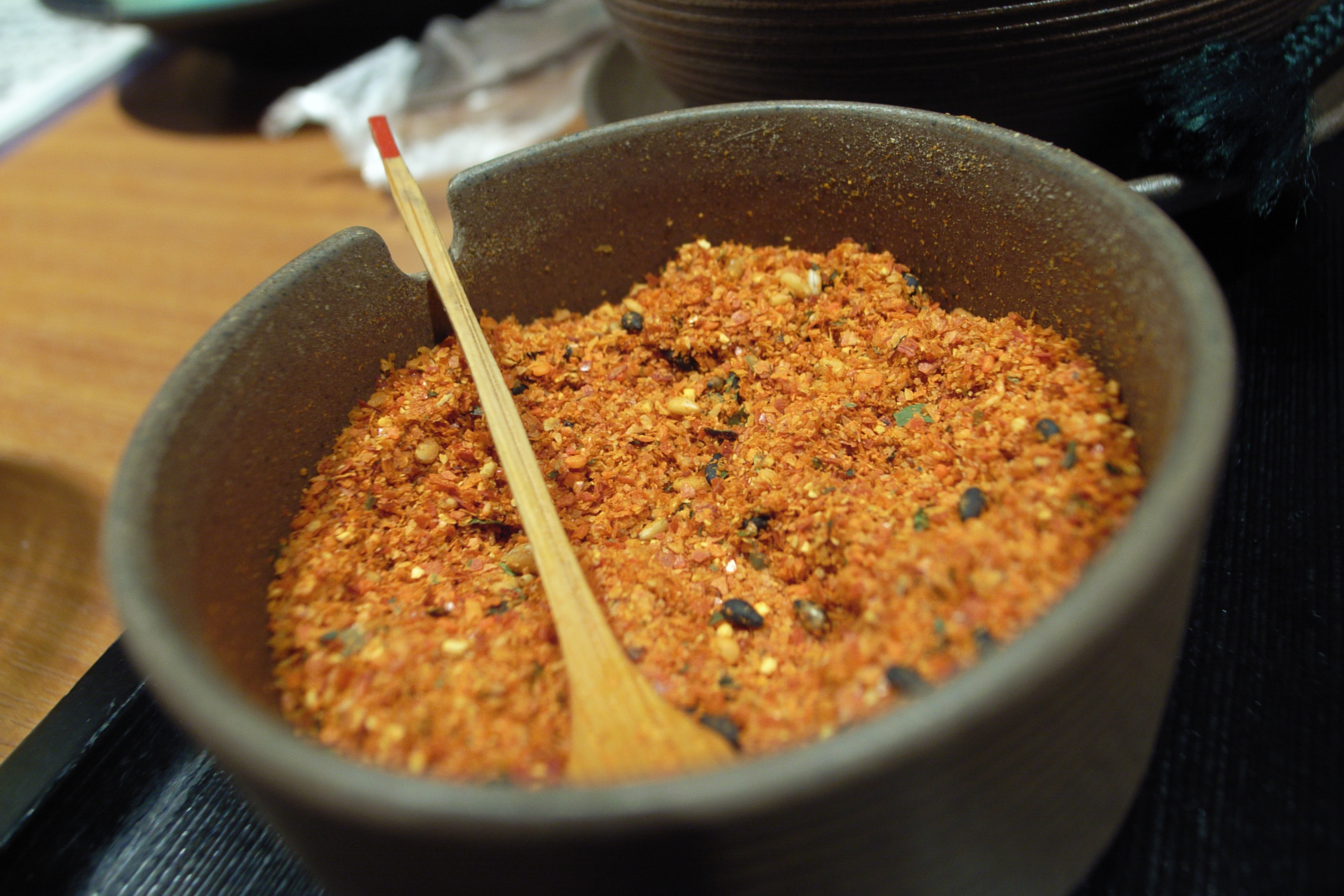
Shichimi é um condimento a base de pimenta

- Pimenta vermelha grosseiramente moída (o ingrediente principal)[5]
- Sanshō (Zanthoxylum piperitum "pimenta japonesa")
- Cascas de  laranja (Yuzu)[6] tostadas
- Sementes de gergelim preto
- Sementes de gergelim branco [5]
- Sementes de cânhamo [7] ou sementes de papoula[5]
- ground ginger[4]
- nori oo aonori (alga)[5]

## História
O shichimi surgiu em 1625 em Edo (atual Tóquio) com o propósito de usar ervas medicinais chinesas como alimento. Embora cada um dos ingredientes tenham suas próprias propriedades, a maioria destas especiarias ou ervas supostamente servem para prevenir gripes e resfriados.

## Uso
É frequentemente consumido com sopas, macarrão e gyūdon. Usado também no tempero de alguns produtos de arroz, como bolinhos de arroz, agemochi e biscoitos de arroz torrado. Funciona bem com alimentos gordurosos como unagi (enguia grelhada), tempura ou alimentos fritos em geral, shabu shabu (cozidos de vários alimentos) e yakitori.
A mistura que é feita em Kanto tradicionalmente combina um sabor mais ardido com molho de soja enquanto em Kansai a mistura favorece às ervas aromáticas. Mesmo hoje em dia, há diferenças na mistura dependendo da área e do comércio. As marcas mais populares e mais comercializadas são categorizadas em quente, médio e suave, sendo esta última a melhor escolha para consumo com vinho.